# Famille von Seydewitz
La famille von Seydewitz est une famille de la noblesse immémoriale de Saxe dont les membres ont été au service de la Saxe et de la Prusse. Son nom provient du village de Seydewitz au bord de l'Elbe. L'ancêtre de la famille est le chevalier Albertus de Sydewicz, mentionné à Mühlberg, le 12 mai 1299.
La branche aînée a reçu le titre de baron du Saint-Empire, le 10 juillet 1773 à Vienne et celui du comte du Saint-Empire, le 23 février 1743 à Francfort-sur-le-Main.

## Personnalités

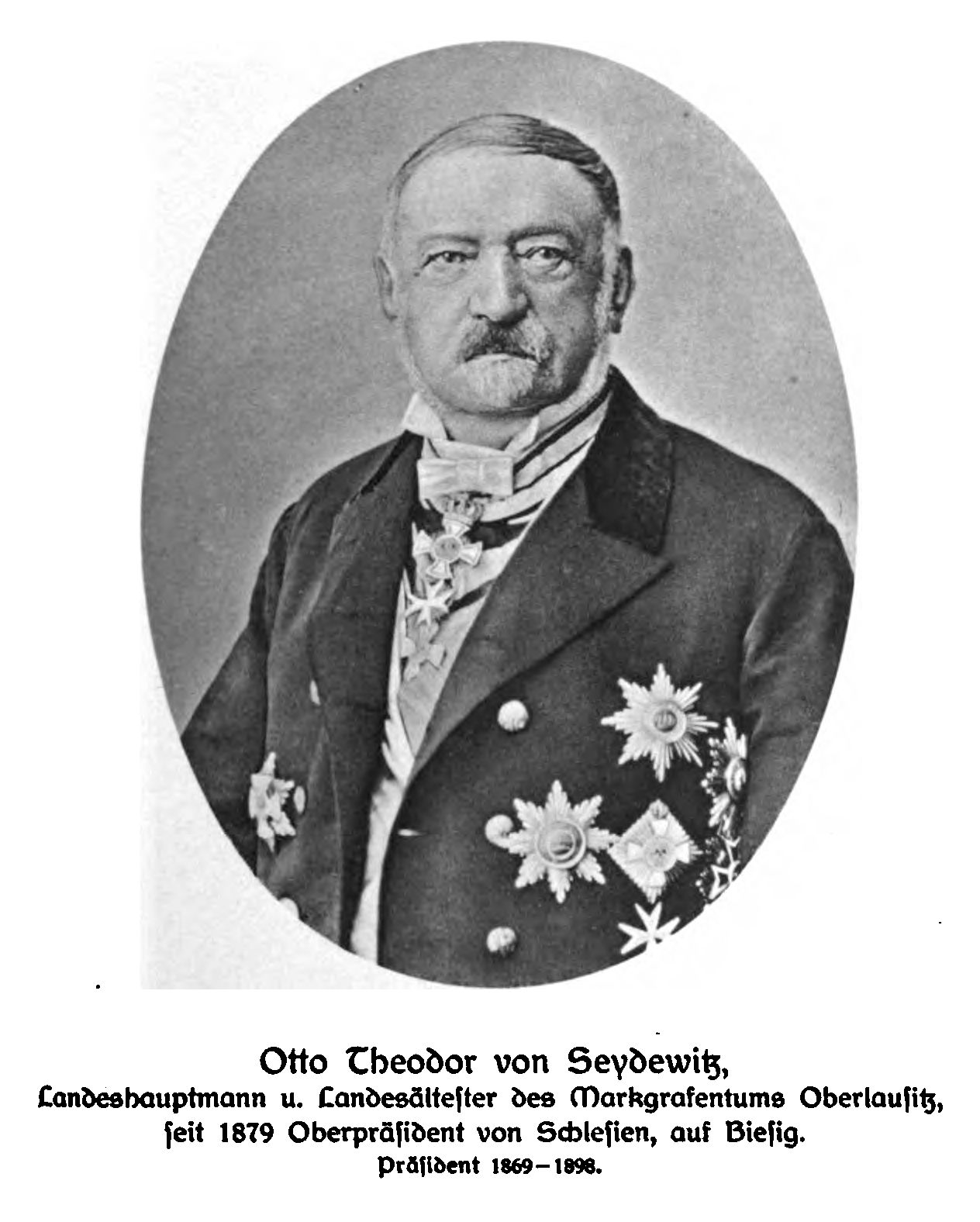
Otto Theodor von Seydewitz

- Johann Christoph Heinrich von Seydewitz (de) (1748-1824), architecte à la cour du Mecklembourg
- Curt Friedrich August von Seydewitz (de) (1769-1816), général bavarois
- Friedrich Ferdinand Leopold von Seydewitz (de) (1787-1872), haut fonctionnaire prussien
- Heinrich von Seydewitz (de) (1799-1868), général prussien
- Comte Max von Seydewitz (de), conseiller régional prussien
- Otto Theodor von Seydewitz (1818-1898), président du Reichstag
- Carl Friedrich von Seydewitz (de) (1826-1897), juriste et membre du Reichstag
- Paul von Seydewitz (de) (1843-1910), ministre des cultes de Saxe (1892-1906)
- Damm von Seydewitz (de) (1845-1899), chambellan à la cour de Prusse
- Ernst von Seydewitz (de) (1852-1929), ministre des finances du royaume de Saxe